# Grande dodecaedro
In geometria solida il grande dodecaedro o dodecaedro regolare stellato a facce ordinarie è uno dei quattro poliedri di Keplero-Poinsot. La sua scoperta si deve al matematico francese Louis Poinsot.

## Proprietà
Il grande dodecaedro è un poliedro di Keplero-Poinsot: è cioè "regolare" ma non convesso.
Le sue 12 facce pentagonali si intersecano infatti in più punti. Può essere costruito attaccando le 12 facce pentagonali allo scheletro di un icosaedro regolare.
Come tutti i poliedri regolari, il grande dodecaedro ha tutte le facce regolari ed identiche, tutti gli spigoli della stessa lunghezza e lo stesso tipo di cuspide ad ogni vertice.

## Caratteristica di Eulero
La caratteristica di Eulero del poliedro è 12 -30 +12 = -6. Non essendo un poliedro convesso, non vale infatti l'usuale relazione di Eulero {\displaystyle V-S+F=2}.

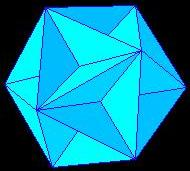
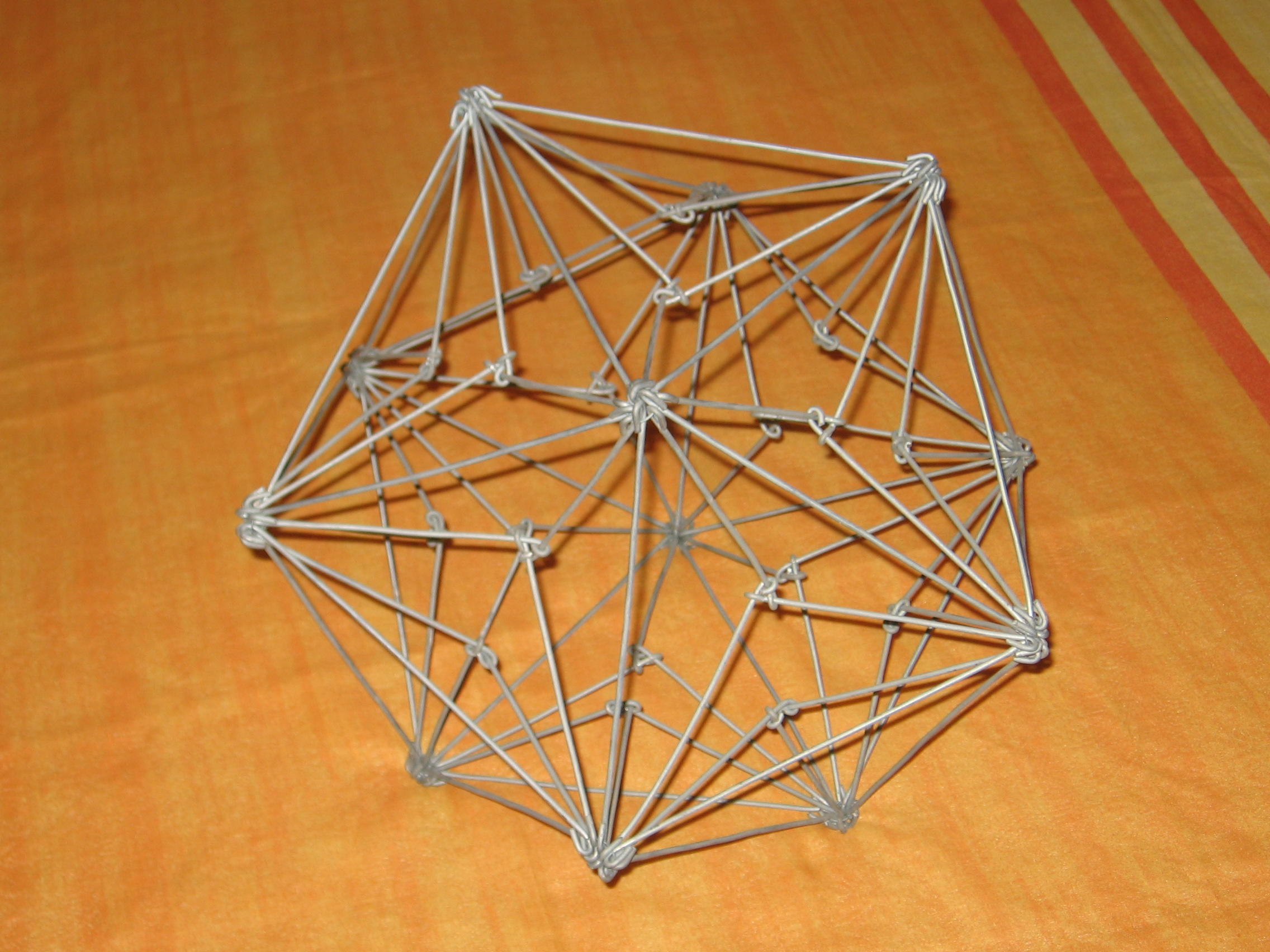
Grande dodecaedro
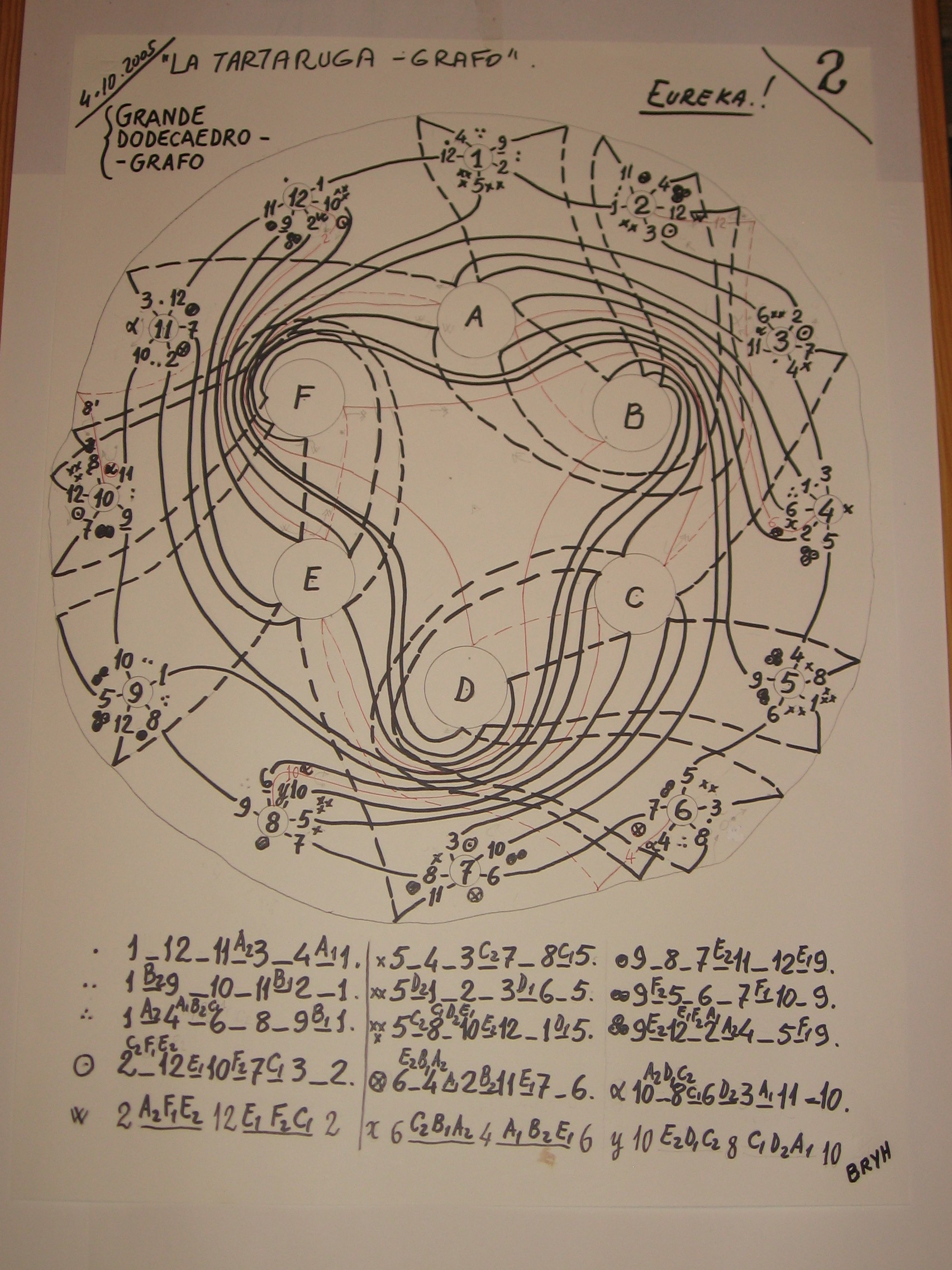
Grande dodecaedro - Grafo
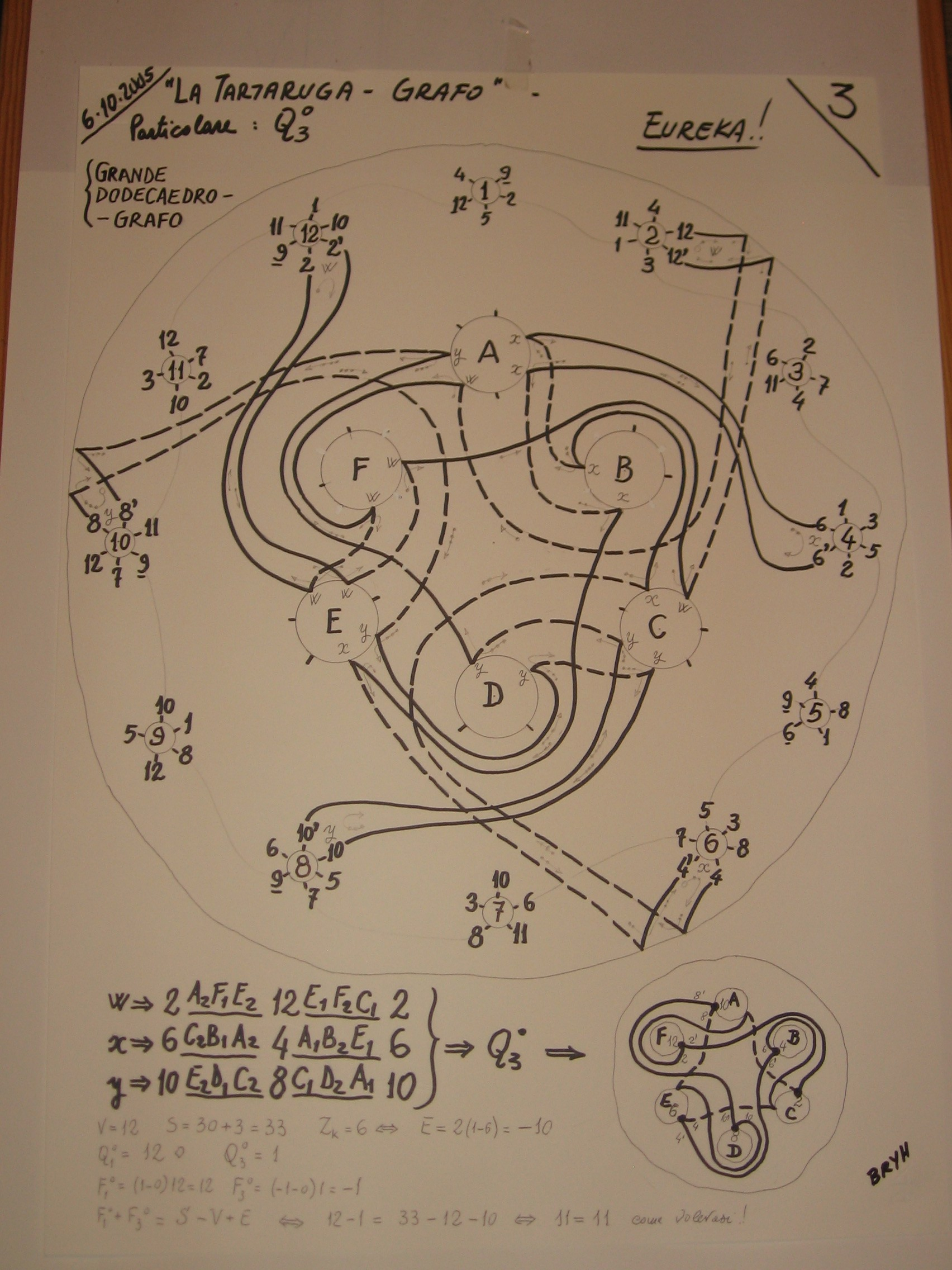
Grande dodecaedro – Grafo (particolare)

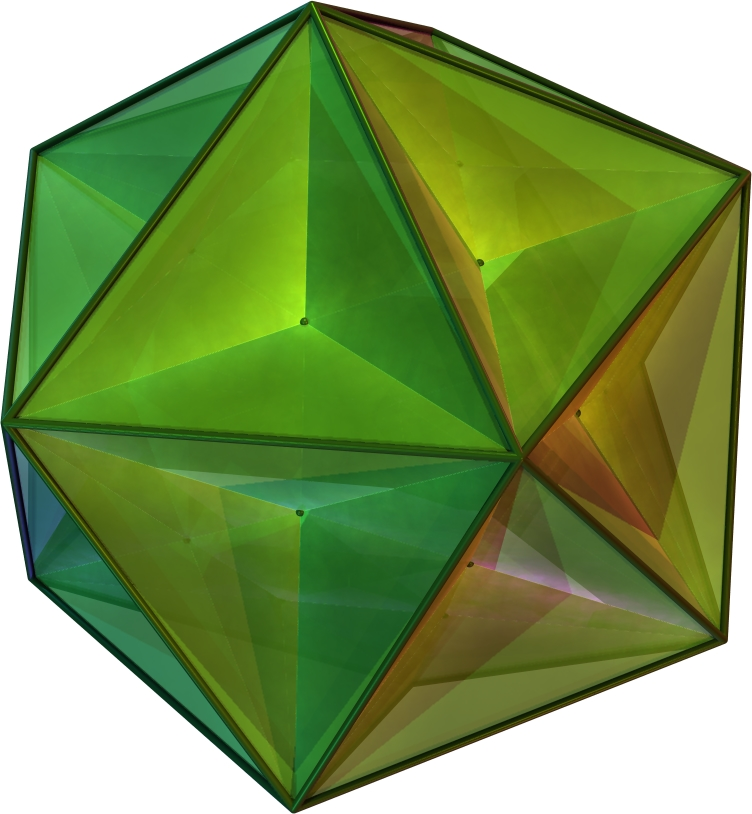
Grande dodecaedro trasparente (video)

## Rompicapo
Adam Alexander, un matematico americano, ha creato nel 1982 un puzzle con questa forma, cui ha dato il nome di "Alexander star".